# Nucleohelea
Die Nucleohelea sind eine Gruppe heterotropher Protisten, die systematisch lange als Sonnentierchen angesehen wurden, heute jedoch zu den Cercozoa gestellt werden. 

## Merkmale
Die Nucleohelea sind einzellige amöboide Lebewesen. Ihre charakteristischen Merkmale sind ein amorphes Centrosom, das an der Kernhülle anliegt (Axoplast); Mitochondrien mit tubulären Cristae; ihre Axopodien (Pseudopodien) werden durch Mikrotubuli verstärkt. 

## Systematik
Die Vertreter der Nucleohelea wurden aufgrund ihrer Morphologie früher zu den Sonnentierchen gestellt. Molekulargenetische Untersuchungen zeigten jedoch, dass sie zu den Cercozoa gehören. 
Sie bilden heute einen Teil der Kern-Cercozoa.
Die Nucleohelea umfassen zwei Gruppen: 
- Clathrulinidae (= Desmothoracida)
- Gymnosphaerida

Es gibt 160 bis 180 beschriebene Arten, die Gesamtartenzahl wird auf rund 200 geschätzt.

## Belege
- Sina M. Adl et al.: The New Higher Level Classification of Eukaryotes with Emphasis on the Taxonomy of Protists. The Journal of Eukaryotic Microbiology, Band 52, 2005, S. 399–451. doi:10.1111/j.1550-7408.2005.00053.x.